# مجازات گوگل

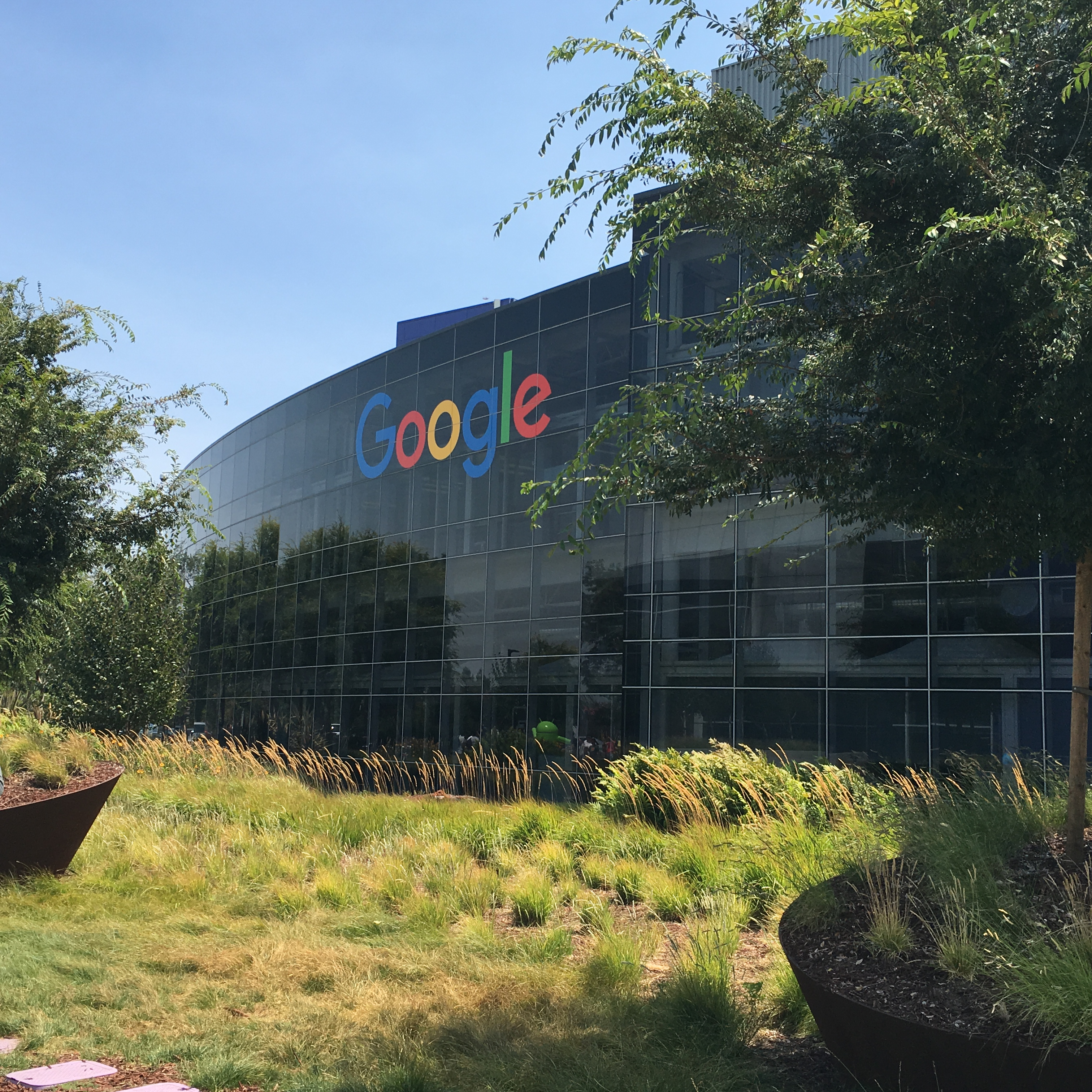
شرکت گوگل

مجازات گوگل - (به انگلیسی: Google penalty) تأثیر منفی در رتبه سرچ وب‌سایت‌ها در گوگل می‌باشد که ناشی از ساختار الگوریتم سرچ گوگل است که به صورت اتوماتیک یا دستی اعمال می‌شود. ممکن است به علت به‌روزرسانی مشکل‌دار سایت یا شناسایی دستکاری کلاه‌سیاه‌های سئو (کسانی که با استفاده از اشکالات الگوریتم سرچ گوگل باعث بالا رفتن غیراستاندارد رتبه سرچ در گوگل می‌شود) باشد.
این مجازات باعث پایین آمدن رتبه جستجوی وب‌سایت بر اساس به روز رسانی الگوریتم‌های جستجوی گوگل می‌شود که علت آن یک هرزآگهی در وب سایت است.

## بررسی اجمالی
گوگل سایت‌هایی را که به شرکت در اقداماتی علیه دستورالعمل‌های وب‌مستر هستند جریمه می‌کند. این مجازات می‌تواند به شکل دستی یا به روز رسانی الگوریتمی گوگل پنگوئن اعمال شود.
مجازات‌های گوگل می‌تواند به کاهش رتبه‌بندی برای یک کلمه کلیدی خاص یا به یک صفحه خاص منجر شود. هرگونه افت در رتبه‌بندی سرچ گوگل با کاهش قابل‌توجهی در ترافیک و بازدیدکننده سایت مواجه است.

برای اینکه بدانید مورد مجازات گوگل قرار گرفته‌اید یا نه، می‌توانید از ابزار وب‌مستری گوگل استفاده کنید یا با تجزیه و تحلیل ترافیک فعلی با زمان قبل از به روز رسانی ثبت شده گوگل نتیجه‌گیری کنید.

## تاریخچه مجازات

لوگوی گوگل در سال ۲۰۱۵

گوگل به روز رسانی الگوریتم خود را برای مبارزه با دستکاری نتایج جستجوی در ۱۰ مه ۲۰۱۲، با رو نمایی از گوگل پنگوئن شروع نمود. عده‌ای تصور می‌کردند لینک‌های کیفیت پایین در صفحات وب‌شان تأثیری بر رتبه سرچ گوگل ندارد در حالی که این دیدگاه درست نبود؛ چرا که گوگل برای چندین سال بود مجازات‌های مبتنی بر پیوندها را شروع کرده بود، هرچند کسی خبر نداشت که «اسپم لینک» چه ارتباطی با جستجوی همان سایت دارد.

## مجازات مبتنی بر لینک
علت مجازات‌ها معمولاً لینک‌هایی دستکاری شده‌ای است که به نفع شرکت‌های خاصی ایجاد شده. در نتایج جستجو با افزودن این لینک‌ها قوانین و مقررات گوگل را نقض می‌کنند. هنگامی که گوگل چنین پیوندهای را پیدا می‌کند، مجازات‌هایی را برای جلوگیری از این عمل و حذف هرگونه مزیتی که ممکن است از چنین لینک‌هایی به دست آمده باشد، اعمال می‌کند. گوگل همچنین کسانی را که در دستکاری در این سایت‌ها شرکت داشتند، مجازات می‌کند و با پیونددادن به آن‌ها به دیگر سایت‌ها کمک می‌کند. این نوع از شرکت‌ها اغلب دایرکتوری‌های با کیفیت پایین هستند که به سادگی با یک پیوند به وب‌سایت شرکت مرتبط هستند.

## اشکال متداول اسپم لینک

### لینک‌های پرداخت‌شده
لینک‌های پرداخت‌شده به سادگی لینک‌هایی هستند که مردم در سایت خود باز می‌کنند، زیرا آن‌ها معتقدند این تأثیر مثبتی بر نتایج جستجو خواهد داشت. لینک‌های تبلیغاتی پرداخت‌شده قبل از به روز رسانی پنگوئن بسیار محبوب بود. زمانی که شرکت‌ها اعتقاد داشتند می‌توانند هر گونه ارتباط با مجازات را اضافه کنند، زیرا گوگل قبل از آن زمان ادعا کرده بود که می‌تواند به راحتی چنین لینک‌هایی را شناسایی کند که وب‌سایت‌ها را آلوده می‌کنند. برای پیروی از TOS اخیر گوگل، لازم است ویژگی attribute nofollow برای لینک‌های پرداختی ثبت شود. شرکت‌هایی که پیوندهایی از سایت‌های با کیفیت پایین خریداری می‌کنند، جریمه گوگل را جبران می‌کنند.

### اظهار نظر هرزنامه‌ای
این پیوندها در نظرات مقالاتی است که قابل‌حذف نیستند، چرا که این عمل بسیار شایع است. گوگل چیزی را به نام برچسب NOFOLLOW که سیستم عامل وبلاگ به سرعت به آن توجه می‌کند، برای کمک به جلوگیری از چنین عملیاتی، به راه انداخت. برچسب NOFOLLOW به سادگی موتورهای جستجو را متوجه می‌کند که به این لینک‌ها اعتماد نکنند.

### شبکه‌های وبلاگی
شبکه‌های وبلاگی مجموعه‌ای از گاهی اوقات هزاران وبلاگ است که ظاهراً غیرمرتبط هستند و آماده اتصال به سایت کسانی هستند که هزینه آن‌ها را پرداخت نمایند. گوگل معمولاً شبکه‌های وبلاگ را هدف قرار داده و پس از شناسایی آن‌ها هزاران وب‌سایت که مزایای رتبه‌بندی را به دست آورده‌اند، مجازات می‌کند.

### پست‌های بازدیدکنندگان وبلاگ
پست‌های بازدیدکنندگان وبلاگ‌های معروف به عنوان یک نمره مثبت باعث توجه پنگوئن به عنوان وبلاگ محبوب به عنوان «روش سفید کلاه» برای افزایش رتبه در نظر گرفته شده‌است. با این حال، گوگل از مدتی قبل اعلام کرده‌است. گوگل این پیوندها را هرزنامه می‌داند.

## معامله با مجازات
گوگل شرکت‌ها را تشویق کرده‌است تا شیوه‌های غلط را اصلاح کنند و به جای آن تقاضا کنند که تلاش دارند لینک‌های دستکاری‌شده را حذف کنند. گوگل در ۱۶ اکتوبر ۲۰۱۲ میلادی ابزار Disavow را راه‌اندازی کرد تا مردم بتوانند لینک‌های بد را به Google گزارش دهند. ابزار Disavow به‌طور عمده در پاسخ به بسیاری از گزارش‌ها به سایت گزارش‌شده SEO منفی می‌داد، که در آن شرکت‌ها با لینک‌های دستکاری‌شده توسط رقبا متوجه شدند که به خوبی می‌توانند از آن کمک بگیرند. بحث بر سر این است که آیا ابزار Disavow تا زمانی که دستکاری در طول سال‌ها ادامه داشته تأثیری دارد. به این دلیل در این مورد مطالعاتی صورت گرفته‌است. که نشان می‌دهد که این ابزار مؤثر است و موقعیت‌های پیشین رتبه‌بندی را می‌توان بازسازی کرد.

## جستجوگرهای منفی
SEO منفی پس از بروزرسانی پنگوئن شروع به کار می‌کند. زمانی انتشار خبر در این مورد فراگیر شد که گوگل مجازات‌هایی را برای لینک‌های دستکاری استفاده می‌کرد؛ چنین شیوه‌هایی به عنوان SEO منفی باعث شده‌است شرکت‌ها در نظارت بر لینک‌ها خود دقت داشته باشند تا اطمینان حاصل کنند که آن‌ها از طریق سیستم منفی جستجوگرها مورد هدف قرار نمی‌گیرند.
در ایالات متحده و بریتانیا، این نوع فعالیت‌ها توسط رقبا که سعی در تخریب رتبه‌بندی وب‌سایتی دارند، غیرقانونی محسوب می‌شوند.
الگوریتم گوگل، پنگوئن، لینک‌های هرزنامه را شناسایی و حذف می‌کند. به نظر می‌رسد این به روز رسانی در حدود ۱ فوریه ۲۰۱۷ رخ داده‌است. به این معناست که گوگل این نوع فعالیت را تشخیص می‌دهد و رقبا به دنبال سئو (SEO) می‌باشند.
اگر کاهش قابل‌توجهی در ترافیک گوگل مشاهده کنید، سعی کنید اشتراک Google Webmaster Help را لغو کنید و احتمالاً درخواست شما در نظر گرفته خواهد شد.

## مجازات‌های قابل توجه
- BeatThatQuote.com - در تاریخ ۷ مارس ۲۰۱۱، Google BeatThatQuote.com را برای ۳۷٫۷ میلیون پوندی خریداری کرد و در همان تاریخ BeatThatQuote.com را مجازات کرد.[۱۰]
- BMW - در تاریخ ۶ فوریه ۲۰۰۶، گوگل برای استفاده از صفحات دروازه و رتبه PageRank سایت BMW.de را به صفر محکوم کرد.[۱۱][۱۲]
- گوگل کروم - در ژانویه ۲۰۱۲، تیم وب‌سایت گوگل، صفحه اصلی مرورگر Chrome را برای دستکاری PageRank با پست‌های خریداری شده جریمه کرد.[۱۳] مجازات صفحه رتبه‌بندی صفحه اصلی Chrome را از ۹ تا ۷ کاهش داد و Chrome را از صفحه اول برای کلمات کلیدی مهم مانند «مرورگر» حذف کرد.[۱۴][۱۵][۱۶]
- Expedia - در ژانویه سال ۲۰۱۴، Expedia 25% در جستجوی جستجو کاهش یافت که باعث شد سهام Expedia 4.5% کاهش یابد.[۱۷]
- Overstock.com - در طول سال مالی ۲۰۱۱، Overstock.com کاهش از ۱٫۰۸ میلیارد دلار به ۱٫۰۵ میلیارد دلار درآمد به جریمه Google نسبت داد.[۱۸]
- رپ نابغه - در تاریخ ۲۵ دسامبر ۲۰۱۳، گوگل رپ نابغه ۱۰ روز را مجازات کرد. نتیجه یک قطره از حدود ۷۰۰٬۰۰۰ بازدید منحصر به فرد در روز بود.[۱۹]

## چگونه از جریمه گوگل پیشگیری کنیم؟
برای پیشگیری از پنالتی سایت خود توسط موتور جستجو گوگل، باید اصول سئوی کلاه سفید را رعایت کنید
و به گوگل اثبات کنید که استانداردهای آن را رعایت می‌کنید.
سئو کلاه سفید شیوه دوستی بلندمدت با موتور جستجوی گوگل است
علاوه بر این مورد اساسی، از استفاده ابزار، نرم‌افزار، افزونه و فایل‌های مشکوک در هاست و سایت خودت پرهیز کنید تا کسی شما را هک نکند